# Remigio Renzi
Remigio Renzi (Roma, 1º ottobre 1857 – Roma, 19 novembre 1938) è stato un organista e compositore italiano.

## Biografia
Allievo di Gaetano Capocci, ha insegnato presso l'Accademia di Santa Cecilia a Roma, avendo come allievi, tra l'altro, Pietro Yon, Elsa Respighi e Carlo Giorgio Garofalo. Dal 1883 fino alla sua morte, avvenuta nel 1938, fu organista nella Basilica di San Pietro. 
Autore di vari mottetti sacri, fu anche compositore di musica organistica. Tra queste ultime opere spicca la celebre Toccata in Mi maggiore.